# Grb Luksemburga
Grb Velikog Vojvodstva Luksemburg čini štit s 10 vodoravnih srebrnih i plavih traka na kojima se nalazi crveni lav, uspravan u napadu, sa zlatnom krunom i ispruženim jezikom. Iznad štita je kruna, a držači štita su zlatni lavovi koji gledaju od štita, sa zlatnim krunama i crvenim ispruženim jezicima. Čitava kompozicija uokvirena je crvenim hermelinskim plaštom s krunom na vrhu.
Podrijetlo grba nije utvrđeno, no neosporno je da su u nastanku važnu ulogu odigrali grbovi Limburga, Belgije i Nizozemske. Grb vuče korijene iz srednjeg vijeka.